# XerxesDZB
XerxesDZB je nizozemský fotbalový klub z Rotterdamu. Hraje Vierde Divisie, pátou nejvyšší soutěž v zemi. Své zápasy hraje na Sportpark Faas Wilkes s kapacitou 3 500 diváků. Byl založen v roce 1904.

## Významní hráči
Hráči v seznamu byli reprezentanty svých zemí, když hráli za klub. V závorce jsou uvedeny roky, kdy daný hráč hrál za klub.
Tučně jsou označeni hrající hráči
- Wim Lagendaal (1929–1935)
- Faas Wilkes (1941-1949 a 1962-1964)
- Sergio Hughes (2024–současnost)

### Hráči na mezinárodních turnajích
V seznamu jsou zahrnutí hráči, kteří se účastnili významných mezinárodních turnajů se svou reprezentací v době, kdy hráli za klub.
| Soutěž        | Ročník | Jméno         |
| ------------- | ------ | ------------- |
| MS ve fotbale | 1934   | Wim Lagendaal |